# Rolf Rohmer
Rolf Rohmer (* 21. Februar 1930 in Leipzig; † 22. März 2019 ebenda) war ein deutscher Theaterwissenschaftler, Intendant und Hochschullehrer.

## Leben und Wirken
Der Germanist und Theaterwissenschaftler Rolf Rohmer war Professor für Theatergeschichte an der Theaterhochschule „Hans Otto“ in Leipzig und von 1969 bis 1982 deren Rektor. Von 1982 bis 1984 leitete er als Intendant das Deutsche Theater in Berlin. Im Februar 1984 wurde er auf Druck des Ensembles abgelöst. Ab 1992 lehrte Rohmer Theatergeschichte an der Leipziger Hochschule für Musik und Theater „Felix Mendelssohn-Bartholdy“, in welche die Studiengänge Schauspiel und Dramaturgie der Theaterhochschule „Hans Otto“ 1992 eingegliedert worden waren.
Neben seiner Tätigkeit als Hochschullehrer war Rolf Rohmer in zahlreichen nationalen und internationalen Organisationen tätig. Die Förderung von Interkulturalismus, den er als „eine multivalente Strategie zur Gestaltung und Optimierung der Beziehung(en) zwischen Völkern, Ethnien, Gruppen“ verstand, war das Ziel seiner vielfältigen Aktivitäten im internationalen Kontext. Rolf Rohmer war Präsident der International Federation for Theatre Research (IFTR), der Weltorganisation der Theaterforschung. Zudem war er maßgeblich tätig im Internationalen Theaterinstitut (ITI) und in der SIBMAS, der internationalen Vereinigung der Dokumentationszentren der darstellenden Künste. Rohmer war zudem einer der Initiatoren der vom ITI herausgegebenen Weltenzyklopädie des zeitgenössischen Theaters und zeitweilig Vizepräsident des Verbandes der Theaterschaffenden der DDR, zu dessen Gründern er gehörte.
In seinen letzten Jahren widmete er sich u. a. der Archivierung des künstlerischen Nachlasses von Fritz Bennewitz.

## Veröffentlichungen (Auswahl)
- Die Romane Gerhart Hauptmanns, Leipzig 1958
- Mit Alexander Münch: Gerhart Hauptmann: Sein Leben in Bildern, Verlag Enzyklopädie, Leipzig 1962
- Mit Joerg Esleben und David Gethin John: Fritz Bennewitz in India : intercultural theatre with Brecht and Shakespeare, University of Toronto Press, Toronto/Buffalo/London 2016 ISBN 978-1-4875-0038-2
- Zur Sprache im sozialistischen Drama der Gegenwart. In: Theater hier und heute. Beiträge zur Theaterwissenschaft. Henschelverlag Berlin 1968
- Autorenpositionen: Armin Müller. In: Theater der Zeit 6/1975